# Edmund Götz
Edmund Götz (* 2. März 1891 in Plauen bei Dresden; † 4. Februar 1968 in Dresden) war ein deutscher Maler, Grafiker und Pädagoge.

## Leben und Werk
Götz war der zweite Sohn eines Sächsisch Königlichen Eisenbahnrates. Nach Volks- und Realschulbesuch nahm er eine Lehre als kunstgewerblicher Zeichner auf. In Vorbereitung auf eine angestrebte Ausbildung zum Zeichenlehrer besuchte Götz Kurse bei Richard Mebert und Arno Drescher an der Dresdner Kunstgewerbeschule. Das anschließende Studium an der Königlichen Zeichenschule zu Dresden schloss er 1913 erfolgreich mit dem Staatsexamen ab. Bis zur Aufnahme der Lehrtätigkeit 1914 absolvierte er fakultativ zusätzlich Ausbildungen bei Richard Guhr – bei dem auch zeitgleich Otto Dix studierte – und Hugo Spieler an der Kunstgewerbeschule im Aktzeichnen und in der Bildhauerei. Durch Einberufung zum Militär 1914 wurde die Lehrtätigkeit an Dresdner Schulen unterbrochen. Erst nach Verwundung an der Ostfront erfolgte eine Wehrdienstfreistellung im Jahr 1916 und Edmund Götz wirkte bis 1932, bis auf Unterbrechungen durch Hochschulstudium und Studienreisen, kontinuierlich als Lehrer für Kunsterziehung an Dresdner Schulen, wie z. B. am Vitzthumschen Gymnasium, sowie am Lehrerseminar Waldenburg. Von 1919 bis 1924 erhielt er nach Berufung durch Groß die Leitung der Mal- und Zeichenklasse der Abendabteilung an der Staatlichen Akademie für Kunstgewerbe in Dresden – der heutigen Hochschule für Bildende Künste.
Ein Aufbaustudium und eine Weiterbildung nahm Götz von 1927 bis 1928 an der Staatlichen Akademie der Bildenden Künste in München wahr. Bei Karl Caspar, Max Doerner und Max Mayrshofer erhielt er weitere Kenntnisse in den verschiedensten Maltechniken sowie in der Freskomalerei. In diese Zeit fiel ein Studienaufenthalt in Spanien – Studium der Werke von Goya, Velazquez und Greco – und drei Studienaufenthalte in Italien, bei denen er sich besonders mit der Freskomalerei von Piero della Francesca und Giotto beschäftigte. Unabhängig von seiner Lehrtätigkeit unternahm er weitere Reisen durch Europa.
Nach vorläufiger Beendigung seiner Lehrtätigkeiten siedelte Götz von Dresden nach Berlin um und war fortan als freischaffender Kunstmaler tätig. In der Zeit des Nationalsozialismus war Götz Mitglied der Reichskammer der bildenden Künste. Es ist seine Teilnahme an mindestens sieben Ausstellungen belegt, darunter 1940 in Berlin die Frühjahrsausstellung des nationalsozialistischen Frontkämpferbundes bildender Künstler und 1942 die Große Berliner Kunstausstellung.
Bei den Bombenangriffen im Jahr 1943 verlor er durch Vernichtung seines Ateliers und der Wohnung in der Bamberger Straße 20 fast sein gesamtes bisheriges künstlerisches Werk. Nach dem Verlust seiner Existenzgrundlage in Berlin wollte er in Dresden neu anfangen und bezog mit seiner Familie im elterlichen Wohnhaus Quartier. Am 13./14. Februar 1945 wurde sein neues Atelier auf der Dresdner Bürgerwiese beim verheerenden Luftangriff auf die Kunst- und Kulturstadt abermals ein Opfer der Bomben.
Trotz der Schicksalsschläge stellte sich Götz nach Kriegsende mit Tatkraft und Optimismus neuen künstlerischen Herausforderungen. Er erhielt Berufungen ab 1945 als Lehrer für Grafik an die ehemalige Staatliche Akademie für Kunstgewerbe in Dresden, inzwischen umbenannt in Meisterschule für das Gestaltende Handwerk. Es folgten weitere Berufungen und Anstellungen 1946 als Lehrer und Leiter der Abteilung für Kunsterziehung an die Staatliche Akademie für Bildende Künste Dresden, 1947 als Dozent für Kunsterziehung an die Lehrerausbildungsstätte in Dresden-Wachwitz und im Jahr 1948 als Lehrbeauftragter an die TH Dresden für das Freihandzeichnen. Den Wiederaufbau der Akademie für Bildende Künste, die Wiedereröffnung und die Aufnahme des Studienbetriebes hatte 1946 Hans Grundig vorangetrieben und für diese Aufgabe u. a. besonders die Hilfe von Edmund Götz und des Architekten Kurt Bärbig erfahren. Damit gehörte Edmund Götz nach dem Zweiten Weltkrieg zu den Gründern der erneuerten Dresdner Akademie für Bildende Künste. Von 1952 bis zu seiner Emeritierung im Jahr 1956 war Götz Dozent an der Hochschule für Bildende Künste Dresden. Ab 1956 arbeitete er als freischaffender Maler im Rahmen des Verbandes Bildender Künstler, dessen Mitglied er auch war. 
Götz war ein Maler, der in seinen Werken eine Malweise bevorzugt, die den Hauptvertretern des deutschen Impressionismus nahekommt. Sind seine Frühwerke in der Farbe noch verhalten, so werden im Laufe seiner künstlerischen Entwicklung die Bilder farbenfroher. Bald malt er unter dem Einfluss der Münchner Schule mit leuchtenden Farben. Seine temperamentvollen Blumenstillleben sind dafür ein Beispiel. Er ist ein Maler der besonders in der Natur seine Inspiration erhält. Seine Porträts als auch die großflächigen Ölgemälde mit Darstellungen aus dem Arbeitsleben zeugen von seiner guten Beobachtungsgabe und seiner Fähigkeit, das besonders Charakteristische zu erfassen.
Das umfangreiche künstlerische Schaffen besteht vor allem aus Werken in Öl, in Aquarelltechnik, Kohle- und Bleistiftszeichnungen. Die Themen der Kunstwerke beinhalten Landschaften, Blumenstillleben, Stillleben, Aktzeichnen, Porträts, Menschen im Schaffensprozess.
Zusätzlich zum künstlerischen Schaffen und zur Lehrtätigkeit vermittelte er als Gründungsmitglied des „Deutschen Kulturbundes“ und von „Kunst der Zeit“ in Dresden seine reichen künstlerischen Erfahrungen vielen Kunstinteressierten bei Vorträgen, Kunstgesprächen und Ausstellungsführungen. In der Zeit seiner freischaffenden Tätigkeit leitete er noch einen Mal- und Zeichenzirkel an der TU Dresden und unternahm eine größere Studienreise per Schiff nach Ägypten, Libanon, Türkei und in die Ukraine.

## Bildliche Darstellung Götz’

### Darstellung in der bildenden Kunst
- Otto Winkler: Porträt des Malers Edmund Götz (Bronze, 1950)[3]

### Fotografische Darstellung
- Margot Schaal (* 1929): Edmund Götz vor der Palette (1963)[4]

## Museen und öffentliche Sammlungen mit Werken Götzes (unvollständig)
- Dresden: Galerie Neue Meister[5][6]
- Dresden: Sächsischer Kunstfonds[7]

## Weitere Werke (Auswahl)
- 1912 – Chinesische Vasen, Aquarell
- 1917 – Selbstporträt E. Götz, Kohlezeichnung
- 1918 – Pfingstrosenstrauß, Aquarell
- 1925 – Abendrot am Plauenschen Turm, Öl
- 1927 – Stillleben mit Plastiken, Öl
- 1927 – Gebirgslandschaft, Öl
- 1927 – Stierkampf / Spanien, Holzschnitt
- 1927 – Hafen von Almeria / Spanien, Mischtechnik
- 1932 – Taormina / Sizilien, Aquarell
- 1934 – Bildnis Frau Götz, Öl
- 1944 – Kaitzgrund im Herbst, Öl
- 1946 – Porträt des Malers Schleich, Öl
- 1950 – Stillleben mit Äpfeln und Maiskolben (Öl)[8][9]
- 1952 – Selbstbildnis (Öl)[10][9]
- 1953 – Im Gaswerk Reick (Öl, 200 × 120 cm)[11][9]
- 1955 – Gaswerker (Öl auf Leinwand)[12]
- 1957 – Obergasmeister Folde (Öl)[13]
- 1958 – GST-Starflieger in Startbereitschaft[14]
- 1963 – Dresdner Winterlandschaft (Öl auf Leinwand, 81,5 × 100 cm)[15]
- Frühling in Freital (Öl, 78 × 98 cm)[16]

## Ausstellungen (unvollständig)

### Einzelausstellungen
- 1966: Dresden, Galerie „Kunst der Zeit“ („Über Leben und Werk von Edmund Götz“)
- 1971; Dresden, Galerie „Kunst der Zeit“ Dresden, Gedenkausstellung aus Anlass des 80. Geburtstag von Edmund Götz,
- 1975: Freital, Städtische Kunstsammlungen (mit Martin Schuster und Fritz Winkler)

#### Postum
- 1991: Dresden, Galerie Kühl (Gedenkausstellung anlässlich des 100. Geburtstages)

### Teilnahme an zentralen und wichtigen regionalen Ausstellungen in der Sowjetischen Besatzungszone bzw. der DDR
- Allgemeine deutsche Kunstausstellung 1946, Dresden
- III. Deutsche Kunstausstellung Dresden, 1953
- II. Bezirksausstellung des VBK Deutschlands 1957, Dresden
- IV. Deutsche Kunstausstellung Dresden, 1958
- IX Jahre Bildende Kunst in der DDR, Deutsche Akademie der Künste zu Berlin VBK Deutschlands, Berlin 1959
- Ausstellung Kunstpreis des FDGB, Karl-Marx-Stadt, 1960
- V. Deutsche Kunstausstellung, Dresden 1962/63
- Sport in der Bildenden Kunst, IV. Deutsches Turn- und Sportfest, Leipzig 1963

#### Postum
- 1988: Dresden, Neue Dresdner Galerie („Begegnung 1 – Dresdner Künstler in Ausstellungen 1945–1949“)